# صخره‌رو
صخره‌رو (نام علمی: Novaculichthys) نام یک سرده از خانواده زمردماهیان است.